# Buchanan (Georgia)
Buchanan is een plaats (city) in de Amerikaanse staat Georgia, en valt bestuurlijk gezien onder Haralson County.

## Demografie
Bij de volkstelling in 2000 werd het aantal inwoners vastgesteld op 941.
In 2006 is het aantal inwoners door het United States Census Bureau geschat op 1001, een stijging van 60 (6,4%).

## Geografie
Volgens het United States Census Bureau beslaat de plaats een oppervlakte van
4,3 km², waarvan 3,8 km² land en 0,5 km² water. Buchanan ligt op ongeveer 341 m boven zeeniveau.

## Plaatsen in de nabije omgeving
De onderstaande figuur toont nabijgelegen plaatsen in een straal van 24 km rond Buchanan.